# ثقافة منخفضة

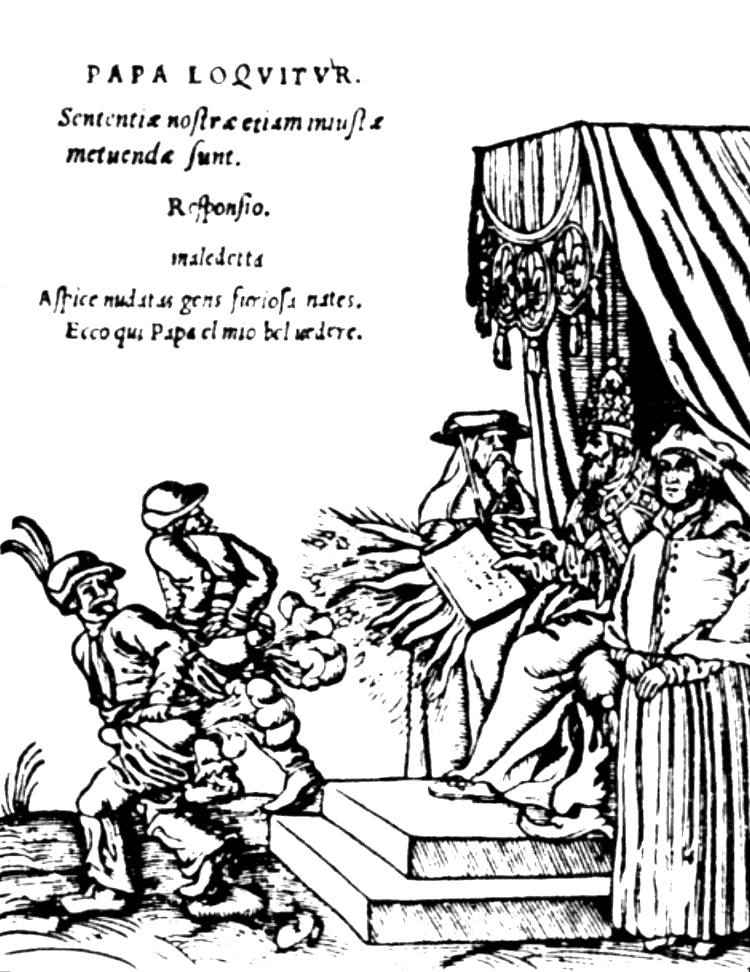

الثقافة المنخفضة أو الثقافة الهابطة هي مصطلح ازدرائي يصف بعض أشكال الثقافة الشعبية التي تحظى بقبول الجمهور. وهو يعارض الثقافة العالية. لقد أشار واضعو نظريات الثقافة إلى أن كلًا من الثقافة العالية والثقافة المنخفضة تعتبران ثقافتين فرعيتين. وفي الوقت الراهن قد يمثل هذا أشياء مثل «الوجبات السريعة» و«مجلات أخبار المجتمع» والكتب التي تحقق أعلى مبيعات والرياضات نحو كرة القدم وكرة السلة.

## أمثلة
يعتبر كلٌ من تلفزيون الواقع والموسيقى الشائعة وخيال المغامرة وفن وجداني متواضع وكوميديا تهريجية والتكلف المبالغ وفكاهة سافرة والصحافة الصفراء والإباحية والأفلام التجارية غالبًا نماذج يستشهد بها على الثقافة المنخفضة. وقد ذُكر أنه في فترات ما بعد الحداثة يعتبر الحد الفاصل بين الثقافة العالية والثقافة المنخفضة غامضًا. وأن أعمال التسعينيات التي قام بها جيف كونز تستولي على جماهير الفن الهابط الذي يشمل الفن الوجداني المتواضع والإباحية. تعتبر القطعة الموسيقية للملحن ريس تشاتام التي تعرف باسم ثلاثية الجيتار 1977 مثالاً على دمج جماليات أغاني الروك التي تعتبر من (الثقافة المنخفضة) «البدائية» مع ([الثقافة العالية]) التي تتضمن الموسيقى الكلاسيكية المعاصرة.
وقد كانت الرومانسية واحدة من الحركات المبكرة التي أعادت تقييم «الثقافة المنخفضة» عندما عُوملت روايات العصور الوسطى التي سبق القدح فيها بشكل من الجدية وكأدب متأثر.

## معايير وتعريفات الثقافة المنخفضة
حدد هربرت جيه جانز في كتابه Popular Culture and High Culture كيفية تعريف الثقافة المنخفضة وإنشائها حيث قال:
عند النظر بتلك العدسة إلى وسائل الإعلام فغالبًا ما تشمل العروض التي لا تتعمق في الأفكار المجردة أو التي تخاطب العقل حول المشكلات الاجتماعية المعاصرة.

## الثقافة والطبقة الاجتماعية
ذكر هربرت جانز في كتابه Popular Culture and High Culture أن الطبقات الثقافية المختلفة ترتبط بطريقة متوازية بالطبقات الاجتماعية الاقتصادية والتعليمية.
فلكل طبقة اجتماعية اقتصادية توجد ثقافة تتناسب مع تلك الطبقة. وبالتالي فإن مصطلحي الثقافة العالية والمنخفضة ومظهر هذين المصطلحين يتناسبان مع مقوماتها الخاصة.

## وسائل الإعلام

### صنّاع الثقافة
عندما تشاهد التلفزيون حيث يكون شخص آخر متحكمًا في محتوى البرمجة فإنك مخير فيما تصادف رؤيته. وبناء على ذلك فإن صنّاع المحتوى (شركات الإعلام) تهتم بشدة ما يناسب الناس ليجنوا المال من وراء ذلك. إن الغرض الوحيد من الترفيه الإعلامي هو جني الربح، فالشركات توجه إنتاجها مدفوعة بطلب المستهلك.

### الجمهور
لكل المنتجات الثقافية جمهور محدد تناسبه بشدة. فالثقافة المنخفضة تناسب احتياجات الإنسان الأساسية شديدة البساطة. والثقافة المنخفضة تقدم رجوعًا للسذاجة والهروب من مشكلات العالم الحقيقية، أو تجارب العيش بالإنابة من خلال رؤية حياة شخص آخر على التلفزيون.

#### الخلفيات الذهنية النمطية
تعتبر الثقافة المنخفضة ذات طبيعة نمطية حيث تعتمد غالبًا على التقاليد المجازية والشخصيات النمطية الشخصيات البدائية.